# Puerto deportivo de Coma-Ruga
El puerto deportivo de Coma-Ruga es un puerto marítimo situado en el municipio de El Vendrell, provincia de Tarragona, España.

## Accesibilidad
De fácil acceso por autopista AP-7, salida 31 y AC-32, salida 32. Desde Barcelona (45 km.), Tarragona y Reus (32 km.). 
Por su término municipal pasan las carreteras en dirección Valencia, Barcelona y Zaragoza-Madrid, que le permitenestar muy bien comunicado con estas ciudades

Distancias significativas: 

Aeropuerto (Reus) a 43 km. 

Estación FFCC (Tarragona) a 35 km.

## Información histórica
El Vendrell es un municipio con un pasado marinero comercial y pesquero que en la actualidad se ha perdido. Actualmente el turismo ha transformado su zona marítima y ha adquirido un destacado papel en la economía de la comarca, tradicionalmente dedicada a la agricultura y a la industria alimenticia. La actividad de empresas relacionadas con la construcción y otros con el sector textil, así como las yeserías, son una muestra del carácter de la comarca. 
El Vendrell está situado en la Vía Augusta, que es un importante cruce de comunicaciones terrestres, que se completa con la estación de ferrocarriles de Sant Vicenç de Calders, situada en el Barrio marítimo de Coma-Ruga.

## Hitos cronológicos del puerto deportivo de Coma-Ruga
Por Orden Ministerial del 7 de agosto de 1973 del Ministerio de Obras Públicas se autorizó al Club Náutico de Comarruga la construcción de pantalán y embarcadero en el término municipal de El Vendrell.
Por Orden Ministerial del 7 de febrero de 1975 del Ministerio de Obras Públicas se autorizó un proyecto reformado.
Se construyó en 1976, y funciona desde 1978.

## Estado de conservación
El Puerto Deportivo de Coma-Ruga, con una antigüedad de más de 25 años, como consecuencia de la floreciente actividad náutica del municipio se manifiesta insuficiente en cuanto a capacidad y condiciones de abrigo. 
El puerto, debido a la dinámica litoral, presenta graves problemas de acumulación de sedimentos en levante y en poniente del puerto, por lo que se hace necesario dragar periódicamente el interior y las bocanas.

## Relación puerto-entorno
El Municipio del Vendrell es un municipio turístico por excelencia, siendo la capital del Baix Penedès. Tiene una extensión de 36,8 km². Ofrece a sus visitantes una combinación entre el ocio y la tranquilidad con una gran cantidad de patrimonio histórico que visitar. Aunque todas las relaciones, contratos, pactos, socios, visitas, posibles financieros, amarristas, navegantes...  son repelidos por el comodoro.